# Enola Holmes
Enola Holmes is een Britse dramafilm uit 2020 van Harry Bradbeer met in de hoofdrol Millie Bobby Brown, die ook de film geproduceerd heeft.

## Verhaal
Enola Holmes is het jongere zusje van Mycroft en Sherlock Holmes. Als haar moeder verdwijnt en haar broer Mycroft de voogdij over haar krijgt, besluit Enola weg te lopen, omdat ze niet naar een meisjesschool wil. In de trein ontmoet ze Tewkesbury. Tijdens haar zoektocht naar haar moeder, komt ze achter een complot omtrent Tewkesbury.

## Rolverdeling
| Acteur               | Personage       |
| -------------------- | --------------- |
| Millie Bobby Brown   | Enola Holmes    |
| Henry Cavill         | Sherlock Holmes |
| Sam Claflin          | Mycroft Holmes  |
| Helena Bonham Carter | Eudoria Holmes  |
| Louis Partridge      | Tewkesbury      |
| Burn Gorman          | Linthorn        |
| Adeel Akhtar         | Lestrade        |
| Susan Wokoma         | Edith           |
| Hattie Morahan       | Lady Tewkesbury |
| David Bamber         | Sir Whimbrel    |
| Frances de la Tour   | The Dowager     |
| Claire Rushbrook     | Mrs. Lane       |
| Fiona Shaw           | Miss Harrison   |